# Tulipa linifolia
Espèce
Classification phylogénétique
Tulipa linifolia est une espèce de plantes de la famille des liliacées.

## Synonymes et sous-espèces
- Tulipa batalinii Regel, Tulipa linifolia forma chrysantha
- Tulipa chrysantha Boiss., Tulipa linifolia forma chrysantha
- Tulipa maximowiczii Regel, Tulipa linifolia forma linifolia

## Habitat
Cette tulipe est originaire du nord-est de l'Iran et de l'Afghanistan, du Pamir occidental et de la vallée du Piandj. Elle croît entre 1 300 mètres et 1 800 mètres d'altitude. Elle fleurit entre avril et mai.